# 3633-as mellékút (Magyarország)
A 3633-as számú mellékút egy valamivel több, mint 15 kilométeres hosszúságú, négy számjegyű mellékút Szabolcs-Szatmár-Bereg vármegye nyugati részén; Rakamaztól húzódik Tiszalök térségéig, feltárva a köztük fekvő két kisebb települést is.

## Nyomvonala
A 38-as főútból ágazik ki, annak majdnem pontosan a 14. kilométerénél,  nagyjából déli irányban, Rakamaz lakott területének déli széle közelében. Kezdeti szakasza a Tiszanagyfalusi út nevet viseli, de körülbelül 600 méter megtétele után már külterületek között halad. A második kilométere táján átlépi Tiszanagyfalu határát és kevéssel ezután már e község házai közt folytatódik, Kossuth utca néven. A központban keresztezi a 36 122-es számú mellékutat – amely a 38-as főúttal biztosít közvetlen kapcsolatot az itt élők számára, keleti irányban –, majd a belterület déli részén, egy kisebb irányváltás után a Széchenyi utca nevet veszi fel. Körülbelül 4,2 kilométer megtétele után hagyja el Tiszanagyfalu legdélebbi házait, és 5,5 kilométer után szeli át annak déli határát.
Tiszaeszlár területén húzódik tovább, a település első házait 8,7 kilométer után éri el, melyek közé ott éppen nyugati irányt követve érkezik meg és Arany János utca lesz a neve. Az ófalu központjában – körülbelül 9,4 kilométer után – ismét délnek fordul, innentől a Rákóczi Ferenc utca nevet viseli. A 10+450-es kilométerszelvénye közelében egy elágazáshoz ér – délkelet felé kiágazik belőle a Nyíregyháza felé vezető 3634-es út –, és egyben délnyugat felé fordul. Utolsó itteni, belterületi szakaszán Aradi utca a neve, így húzódik Újtelep településrész nyugati szélén; valamivel a 12. kilométere előtt halad el Tiszaeszlár utolsó házai mellett.
Utolsó, bő 2 kilométeres szakaszát Tiszalök keleti külterületei között teljesíti, ott is ér véget – a város központjától mintegy 6 kilométerre keletre, Kisfástanya településrészétől 2 kilométerre nyugatra –, beletorkollva a 3612-es útba, annak szinte pontosan a 34. kilométerénél.
Teljes hossza, az országos közutak térképes nyilvántartását szolgáló kira.kozut.hu adatbázisa szerint 15,064 kilométer.

## Története
1934-ben a kereskedelem- és közlekedésügyi miniszter 70 846/1934. számú rendelete a mai teljes hosszában harmadrendű főúttá nyilvánította, a Rakamaz és Hajdúböszörmény közti 334-es főút részeként. 

## Települések az út mentén
- Rakamaz
- Tiszanagyfalu
- Tiszaeszlár
- (Tiszalök)